# Шляжявичюс, Адолфас
Адолфас Шляжявичюс (лит. Adolfas Šleževičius; 2 февраля 1948, Мирскишке, Шяуляйский уезд — 6 декабря 2022, Пелекас, Игналинский район) — литовский государственный и политический деятель. Премьер-министр Литовской Республики (1993—1996).

## Биография
Адолфас Шляжявичюс родился 2 февраля 1948 года в Мирскишке, на территории Литвы. В 1965 году Адолфас окончил среднюю школу в Шяуляе. С 1965 по 1967 год учился на Шауляйском вечернем факультете Каунасского политехнического института. В 1967—1971 годах Адолфас — студент механического факультета Каунасского политехнического института. После получения диплома инженера-механика Шляжявичюс до 1972 года работал преподавателем в Каунасском техникуме пищевой промышленности.
С 1972 по 1977 год Шляжявичюс работал в должности старшего инженера-конструктора, а затем главного механика и главного инженера Каунасского молочного завода. В 1977—1981 годах — заместитель министра мясной и молочной промышленности Литовской ССР. В 1980—1982 годах — аспирант Союзного Института экономики и финансов, где в 1982 году защитил докторскую диссертацию.
В 1981—1983 годах Адолфас Шляжявичюс был слушателем Народной академии при Совете Министров СССР. С 1983 по 1989 год — заместитель начальника управления агропромышленного комплекса в КПЛ. После отделения Коммунистической партии Литвы от КПСС и изменения названия стал членом Демократической Партии труда Литвы (ДПТЛ).
10 марта 1993 года, сразу после выборов президента в феврале, на которых победил Альгирдас Бразаускас, Шляжявичюс был назначен премьер-министром Литвы. В то время ежемесячная инфляция в стране составила 10-30 %, несмотря на вывод в 1991-м из обращения рубля и введения талонов. Однако после обещаний премьера повысить заработную плату госслужащим рост инфляции уменьшился. При этом Шляжявичюс поддержал более жёсткую кредитно-денежную политику Банка Литвы. Эти действия привели к уменьшению месячной инфляции с 25 % до 13 % в мае, 6 % в июне, 3 % в июле 1993 года. Учитывая стабилизацию, специальная комиссия в составе Шляжявичюса, Бразаускаса и главы Банка Литвы Високавичюса анонсировала возвращение в оборот национальной валюты литовского лита, которое началось 25 июня 1993 года. В октябре 1993 года Адолфас Шляжявичюс сообщил, что курс лита будет фиксированным, то есть будет привязан к доллара США с фиксированным отношением 3,9 литов за доллар.
8 февраля 1996 года Шляжявичюс был вынужден подать в отставку после того, как ему выразил недоверие Сейм Литвы после обвинений в коррупции. Он снял все свои активы из двух банков в последнюю минуту перед их банкротством. Ему были предъявлены обвинения в коррупции и подделке документов, но после четырёх лет расследования дело было закрыто, так и не попав в суд.
После завершения политической карьеры бывший премьер занимался бизнес-консалтингом, торговлей технологиями, работал несколько лет в России. Руководитель международной коммерческой компании TVRG.
Скончался 6 декабря 2022 года на 75-м году жизни после продолжительной болезни. Похоронен на Антакальнисском кладбище Вильнюса.